# 5996 Julioangel
5996 Julioangel eller 1983 NR är en asteroid i huvudbältet som upptäcktes den 11 juli 1983 av den amerikanske astronomen Edward L.G. Bowell vid Anderson Mesa Station. Den är uppkallad efter den uruguayanska astronomen Julio Ángel Fernández.
Asteroiden har en diameter på ungefär 8 kilometer.